# Гонежуков, Азамат Нурбиевич
Азама́т Нурби́евич Гонежу́ков (род. 13 января 1987, Майкоп, СССР) — российский футболист, нападающий.

## Карьера
Воспитанник майкопской СДЮСШОР по футболу и ДЮСШ «Черноморец» имени В. Г. Бута. Первый тренер — Аслан Капланович Жажев. Начинал карьеру в 2006 году в «Дружбе». В 2007 году перешёл в клуб «Нара-Десна». В 2008—2010 годах защищал цвета петербургского «Динамо». В 2011 году пополнил ряды «Балтики». Летом 2012 года подписал контракт с «Волгарём». В феврале 2013 года перешёл в «Сокол». В июле 2014 года пополнил ряды «Рязани». В сезоне 2015/16 защищал цвета «Байкала» и «Тамбова». В июле 2016 года подписал контракт с московским «Торпедо». Завершил карьеру в 2018 году в клубе «Сызрань-2003».

## Достижения
- Победитель Второго дивизиона (3): 2009 (зона «Запад»), 2013/14 (зона «Центр»), 2015/16 (зона «Центр»)
- Бронзовый призёр зоны «Центр» Второго дивизиона: 2014/15
- Бронзовый призёр Второго дивизиона (2): 2016/17 (зона «Центр»), 2017/18 (зона «Урал-Приволжье»)